# Peleaga
O Peleaga é uma montanha da Roménia, com 2509 metros de altitude e 1759 metros de proeminência topográfica. Situa-se nos montes Retezat, nos Cárpatos Meridionais, no condado de Hunedoara.